# Камольцев, Вячеслав Анатольевич
Вячесла́в Анато́льевич Камо́льцев (род. 14 декабря 1971, Курган) — советский и российский футболист, нападающий; тренер.

## Биография
Родился в городе Кургане. В 1988 году начал профессиональную карьеру в курганском клубе «Торпедо» (с 1989 года — «Зауралье», с 1991 года — «Сибирь»).
В 1992 перешёл в клуб высшей лиги «Динамо-Газовик», где в 98 играх забил 35 мячей. С 1996 года начал играть за московское «Торпедо».
В 1999 году окончил Российскую государственную академию физической культуры по специальности «Физическая культура и спорт».
В 2000 недолгое время играл в Турции, после чего вновь выступал за «Торпедо». Всего в высшем дивизионе чемпионата России провёл 238 матчей, забил 46 голов. В еврокубках провёл 11 матчей, забил 2 гола.
В 2002—2004 играл за «Черноморец», в 2005 — за «Орёл».
В 2005—2006 играл за «Спартак» (Щёлково), а в 2006 — снова за «Черноморец». За время выступлений в низших дивизионах забил 101 мяч 239 играх: в 1-м дивизионе — 85 матчей, 49 голов, во 2-м дивизионе — 154 матча, забил 52 гола.
Всего за карьеру провёл 543 матча, забил 166 голов.
В Кубке России провёл 18 матчей, забил 3 гола. В Кубке РФПЛ провёл 6 матчей, забил 3 гола.
19 июля 2008 на поле стадиона КЗКТ в Кургане состоялся прощальный матч Вячеслава Камольцева. В этой игре встретились «Сборная звёзд» и «Спецкласс-72». В составе приглашённых на игру были А. Малай, Е. Варламов и другие игравшие вместе с ним футболисты. Камольцев забил три гола: в 1-м тайме, выступая за «Спецкласс-72», он открыл счёт в матче, а во 2-м тайме, уже в составе «Сборной звёзд», забил дважды.
С 2008 года работал тренером ФШМ в Лужниках. Выпустил ребят 1994 и 1997 годов рождения. В 2016 году занимался с командой 2005 года рождения.
Тренер высшей категории. В 2019 году работал тренером СШОР «Юность Москвы» по футболу «Буревестник».
10 февраля 2020 года получил тренерскую лицензию категории «А» и вскоре возглавил вместо Валерия Заздравных черкесский «Интер», но уже летом того же года уступил пост Василию Дорофееву и перешёл на работу в «Ессентуки».

## Достижения
- Бронзовый призёр Чемпионата России: 2000
- Финалист Кубка РФПЛ: 2003
- Обладатель Кубка РСФСР для команд 1-й и 2-й лиги: 1991
- Победитель зоны «Восток» первенства 1-й лиги ПФЛ: 1993
- Лучший бомбардир 1-й лиги: 1993 (22 гола) и 2002 (20 голов)

| Год       | Команда           | Город        | Игр  | Гол  |
| --------- | ----------------- | ------------ | ---- | ---- |
| 1987      | «Синтез»          | Курган       |      |      |
| 1988      | «Торпедо»         | Курган       | 12   | 0    |
| 1988      | «Карбышевец»      | Курган       |      |      |
| 1989      | «Зауралье»        | Курган       | 24   | 4    |
| 1990      | «Зауралье»        | Курган       | 28   | 4    |
| 1991      | «Сибирь»          | Курган       | 38   | 18   |
| 1992      | «Динамо-Газовик»  | Тюмень       | 26   | 4    |
| 1993      | «Динамо-Газовик»  | Тюмень       | 27+4 | 22+1 |
| 1994      | «Динамо-Газовик»  | Тюмень       | 28   | 7    |
| 1995      | «Динамо-Газовик»  | Тюмень       | 17   | 2    |
| 1996      | «Торпедо-Лужники» | Москва       | 34   | 9    |
| 1996      | «Торпедо-Д»       | Москва       | 1    | 0    |
| 1997      | «Торпедо-Лужники» | Москва       | 30   | 3    |
| 1998      | «Торпедо»         | Москва       | 20   | 2    |
| 1998      | «Торпедо-2»       | Москва       | 4    | 2    |
| 1999      | «Торпедо»         | Москва       | 30   | 12   |
| 1999/2000 | «Коджаэлиспор»    | Измит        | 13   | 2    |
| 2000      | «Торпедо»         | Москва       | 7    | 0    |
| 2000      | «Торпедо-2»       | Москва       | 3    | 0    |
| 2001      | «Торпедо»         | Москва       | 25+1 | 3+0  |
| 2002      | «Черноморец»      | Новороссийск | 30   | 20   |
| 2003      | «Черноморец»      | Новороссийск | 23+3 | 4+1  |
| 2004      | «Черноморец»      | Новороссийск | 18   | 5    |
| 2005      | «Орёл»            | Орёл         | 10   | 2    |
| 2005      | «Спартак»         | Щёлково      | 18   | 11   |
| 2006      | «Спартак»         | Щёлково      | 11   | 7    |
| 2006      | «Черноморец»      | Новороссийск | 16   | 6    |

## Семья
Жена Марина, дочь Александра. Есть брат Алексей.